# اتنين كريز (لمرابيح)
اتنين كريز هي إحدى مشيخات المملكة المغربية، تتبع جغرافيا لإقليم سيدي قاسم وإداريًا للمرابيح. يقدر عدد سكانها بـ 6359 نسمة حسب الإحصاء الرسمي للسكان والسكنى لسنة 2004.